# Gangkhar Puensum
A Gangkhar Puensum (dzongkha nyelven, latin betűkkel: Kangkar Pünzum) Bhután legmagasabb pontja a maga 7570  méterével. Egyben a világ legmagasabb olyan csúcsa, amelyet még senki sem mászott meg, valamint a világ 40. legmagasabb pontja.

## Nevének eredete
A hegy nevének jelentése “A három szellemtestvér fehér hegycsúcsa”, szó szerint csak három testvér hegye.

## Elhelyezkedése
Bhután és Kína határának közelében található. A két ország (korábban Bhután és Tibet) hosszú ideje nem tud megegyezni abban, hogy éppen a határon fekszik a csúcs, vagy teljes egészében Bhutánban. A kínai térképek a határon ábrázolják. 1922-ben térképezték fel először, igen sokáig térképenként más helyen jelölték más magasságokkal.

## Története
Bhutánban mindössze 1983-ban lehetett először hegyet mászni, mivel hagyományosan szellemek lakóhelyének tekintik a legmagasabb csúcsokat. 1983-ban is csak üzleti érdekek miatt engedélyezték a hegymászást, amelyet 1994-ben a 6000 méter feletti csúcsokra, 2004-ben teljes mértékben visszavontak, hogy az országba látogatók tiszteljék a helyiek hitét.
1998-ban egy japán expedíció engedélyt kapott a kínai hatóságoktól, hogy a tibeti oldalról megmásszák a csúcsot, egy Bhutánnal való régi határvita miatt azonban ezt később visszavonták. Egyúttal sikerült engedélyt szerezniük egy közeli 7535 méter magas csúcs, a Liankang Kangri megmászására. A csapat jegyzetei alapján a magasabbik tető megmászása is sikeres lett volna, ha engedélyezik. Az expedíció térképei szerint a legmagasabb pont éppen a határon fekszik.

## A kultúrában
A Killer Mountain (Gyilkos hegy) című sci-fi filmben gyilkos űrlények rejtekhelyeként szerepel.